# كاريل أبيل
كريستيان كاريل أبيل (25 أبريل 1921 - 3 مايو 2006) كان رسام ونحات وشاعر هولندي. بدأ الرسم في سن الرابعة عشرة ودرس في ريجكساكاديمي أمستردام في الأربعينيات. كان واحداً من مؤسسي الحركة الطليعية كوبرا في عام 1948. وكان أيضا نحاتاً متعطشاً. 

## معلومات أخرى
- Kuspit, Donald (2010). "Titanic Power: Karel Appel in the Tradition of the New". Psychodrama: Modern Art as Group Therapy. London: Ziggurat. pp. 13–45. (ردمك 9780956103895).
- Tapié, Michel; Amsterdam (Netherlands). Stedelijk Museum. Karel Appel (Publisher: Amsterdam, author, 1955) OCLC 11554905 (Worldcat link: )
- Lyotard، Jean-François (1 سبتمبر 2009). Karel Appel, A Gesture of Colour. Jean-François Lyotard: Writings on Contemporary Art and Artists. Leuven University Press. ISBN:978-90-5867-756-3.

## وصلات خارجية
- كاريل أبيل على موقع IMDb (الإنجليزية)
- كاريل أبيل على موقع الموسوعة البريطانية (الإنجليزية)
- كاريل أبيل على موقع مونزينجر (الألمانية)
- كاريل أبيل على موقع ديسكوغز (الإنجليزية)
- كاريل أبيل على موقع قاعدة بيانات الفيلم (الإنجليزية)

- Karel Appel Foundation
- قالب:IMJ-Collections
- Karel Appel, Dutch Expressionist Painter, Dies at 85 in the New York Times (obituary)
- Karel Appel in The Guardian (obituary)
- images of painting art of Karel Appel
- Video of the Cobra Artist على يوتيوب
- Art Signature Dictionary – See Karel Appel's signature